# Ярралула – Есперанс
Ярралула – Есперанс – важлива складова газотранспортної системи Австралії. Основна частина системи до міста Калгурлі носить офіційну назву Goldfields Gas Transmission, оскільки її поява була передусім обумовлена потребами золоторудної промисловості цього району.
Газопровід починається від системи Дампір – Банбері безпосередньо перед її компресорною станцією № 1. Основна траса трубопроводу складається з чотирьох ділянок:
- довжиною 520 кілометрів та діаметром 400 мм від Ярралула до початку відгалуження на Ньюмен;
- від відгалуження на Ньюмен до Калгурлі завдовжки 857 кілометрів та діаметром 350 мм;
- від Калгурлі до Камбалда завдовжки 44 кілометрів та діаметром 200 мм;
- від Камбалда до Есперанс довжиною 350 кілометрів та діаметром 150 мм.
Перші три були введені в експлуатацію у 1996 році, тоді як останній відтинок до Есперанс запустили в 2004-му.
З 2023-го виникла можливість отримувати додатковий ресурс через газопровід Northern Goldfields Interconnect, який приєднується до Ярралула – Есперанс дещо південніше від Лейнстера.
Робочий тиск газопроводу становить 10,2 МПа. Перекачування ресурсу забезпечують компресорні станції у Ярралулі, Wyloo West (стала до ладу в 2009), Парабурду (2004), Turee Creek (2014), Ілгарарі, Недз-Крік (2009) та Вілуні (2001). Після запуску додаткових компресорних потужностей в 2014 році максимальна пропускна здатність системи зросла до 5,36 млн м3 на добу (при цьому пропускна здатність ділянки Калгурлі – Камбалда дорівнює 1,05 млн м3 газу на добу, а для ділянки Камбалда – Есперанс лише 0,16 млн м3 на добу).
Основними споживачами протранспортованого газу є об’єкти електроенергетики, що передусім обслуговують гірничорудну промисловість. Серед найбільших електростанцій можливо вказати ТЕС Парабурду, ТЕС Вест-Ангелас, ТЕС Ньюмен, ТЕС Ярніма (всі вони працюють у залізорудному регіоні Пілбара), ТЕС Паркестон. 
Серед бічних відгалужень від системи можливо назвати систему Eastern Goldfields Pipelines, а також відгалуження до золотих рудників Тандербокс, Вілуна, Джунді (Jundee), Плутонік, нікелевих рудників Маунт-Кейт, Лейнстер, Коз (Cawse), Камбалда, свинцевого рудника Магеллан (Пару) та інших. В першій половині 2020-х проклали відгалуження до копалень Лейк-Вей та Beyondie, які започаткували австралійський видобуток сульфату калію (тут газ потрібен для завершальної сушки продукту). 
Також серед споживачів варто відзначити нікелеплавильний завод у Калгурлі.